# Delias berinda
Delias berinda är en fjärilsart som beskrevs av Moore 1872. Delias berinda ingår i släktet Delias och familjen vitfjärilar. Inga underarter finns listade i Catalogue of Life.